# São Martinho das Amoreiras
São Martinho das Amoreiras est une freguesia de la municipalité d'Odemira, au Portugal. Elle s'étend sur 142,97 km2 et compte 1 199 habitants en 2001, soit une densité de population de 8,4 hab/km2.

## Patrimoine culturel
- Groupes musicaux de S. Martinho das Amoreiras
- Église de la paroisse de S. Martinho das Amoreiras
- Chapelle de Aldeia das Amoreiras
- Chapelle de Amoreiras-Gare
- Nécropole de Pardieiro
- Moulin à vent de Tripeça

## Tourisme rural
- Monte do Corgo do Pardieiro, à Amoreiras Gare[1]
- Monte das Maravilhas[2]
- Quinta do Grilo, à Amoreiras

## Personnalités liées à la paroisse
- Adelino Amaro da Costa, homme politique
- António Calapez Garcia, médecin et homme politique
- Manuel da Silva Graça, poète populaire de São Martinho das Amoreiras
- Antero de Matos Fernandes Silva, de Amoreiras-Gare, auteur des livres "L'histoire et le peuple de São Martinho das Amoreiras" et "Amoreiras-Gare, son Histoire"

## Source de la traduction
- (pt) Cet article est partiellement ou en totalité issu de l’article de Wikipédia en portugais intitulé « São Martinho das Amoreiras » (voir la liste des auteurs).